# دريجة كروانية
دريجة كروانية (الاسم العلمي: Calidris ferruginea) (بالإنجليزية: Curlew Sandpiper)‏ هو نوع من الطيور يتبع جنس الدريجة من فصيلة دجاج الارض.